# 燕国
燕国（えんこく）は、中国にかつて存在した行政区分のひとつで、前漢の時代に設置された。時代によって広陽国・広陽郡・燕郡と名称を変えた。現在の中華人民共和国北京市にあたる。

## 歴史
春秋戦国時代は燕の首都で薊（けい）と称された。紀元前222年、燕が秦によって滅ぼされるとその領土となり、上谷郡・漁陽郡・右北平郡・遼西郡・遼東郡が置かれる。
秦末の動乱で、各地の諸侯が次々と独立すると、趙王武臣の将軍であった韓広が独立して燕王となる。しかし、秦を滅ぼした楚の項羽によって韓広は遼東王に遷され、項羽に協力した燕の将軍の臧荼が燕王となった。
高祖劉邦が前漢を建てると、引き続き臧荼が燕王であったが、紀元前202年に反乱を起こしたため殺され、代わって高祖の幼馴染である盧綰が燕王に封ぜられた。しかし、高祖がこれら異姓の諸侯王たちを粛清し、自らの親族たちを諸侯王に立てる郡国制を施行したため、盧綰は廃され、高祖の八男である劉建が燕王となった。これ以降、燕国では劉氏一族による燕王が立てられた。元狩6年（前117年）、8代目燕王となった劉旦は後継問題で父の武帝と揉めたため、所領の良郷・安次・文安の三県を没収された。元鳳元年（前80年）、燕王劉旦は謀反を起こすが失敗に終わり、自害し、燕国は一時広陽郡となる。宣帝の本始元年（前73年）、劉旦の世子であった劉建が燕王から改称して新たに広陽王に封ぜられ、広陽郡は広陽国となった。薊・方城・広陽・陰郷の4県を領した。
王莽が新を建てると、広陽国は広有郡と改名され、県名も薊県は伐戎県、方城県・広陽県・陰郷県は陰順県と改名された。
光武帝が後漢を建てると、広有郡は上谷郡に合併されたが、和帝の永元8年（96年）に広陽郡として復活し、薊・広陽・昌平・軍都・安次の5県を領した。幽州の州治は薊県に置かれた。
西晋の時代、広陽郡はふたたび燕国となり、薊・安次・昌平・軍都・広陽・潞・安楽・泉州・雍奴・狐奴の10県を領した。八王の乱後、燕国は燕郡となった。この頃から燕郡・右北平郡・遼西郡には、鮮卑族の段部が割拠していたが、338年に後趙の石虎によって滅ぼされると、燕郡は後趙の領土となる。その後、後趙の後継争いに乗じて前燕の慕容儁が後趙に侵攻し、薊を奪って、そこを前燕の都とした。
北魏の時代、燕郡は薊・広陽・良郷・軍都・安城の5県を領した。
隋が郡制を廃すると、燕郡は廃止されて、幽州に編入されたが、これ以降、燕郡の名は見られなくなった。

## 歴代燕王・広陽王

### 秦末楚漢
1. 韓広（前209年 - 前206年）
2. 臧荼（前206年 - 前202年）

### 前漢燕王
1. 臧荼（前206年 - 前202年）
2. 盧綰（前202年 - 前195年）…劉邦の竹馬の友
3. 劉建（霊王）（前195年 - 前180年）…劉邦の八男
4. 呂通（前180年）…呂后の甥の呂台（中国語版）の庶長子
5. 劉沢（敬王）（前180年 - 前178年）…劉邦の又従弟
6. 劉嘉（康王）（前178年 - 前169年）…劉沢の子
7. 劉定国（前169年 - 前127年）…劉嘉の子
8. 劉旦（剌王）（前117年 - 前80年）…武帝の子

### 前漢広陽王
1. 劉建（頃王）（前73年 - ?）…劉旦の子
2. 劉舜（穆王）（? - ?）…劉建の子
3. 劉璜（思王）（? - ?）…劉舜の子
4. 劉嘉（? - ?）…劉璜の子

### 西晋燕王
1. 司馬機（256年 - ?）…司馬昭の子
2. 司馬幾（? - ?）…司馬冏の子

## 参考資料
- 『史記』
- 『漢書』（地理志第八）
- 『後漢書』（郡国志第二十三）
- 『晋書』（地理志上）
- 『魏書』（志第五 地形二上）
- 『隋書』（志第二十五　地理中）